# Wiesław Kilian
Wiesław Kilian (Ząbkowice Śląskie; 25 de Julho de 1952 — 15 março de 2019) foi um político da Polónia. Ele foi eleito para a Sejm em 25 de Setembro de 2005 com 7524 votos em 3 no distrito de Wrocław, candidato pelas listas do partido Prawo i Sprawiedliwość.